# Хатінь (провінція)

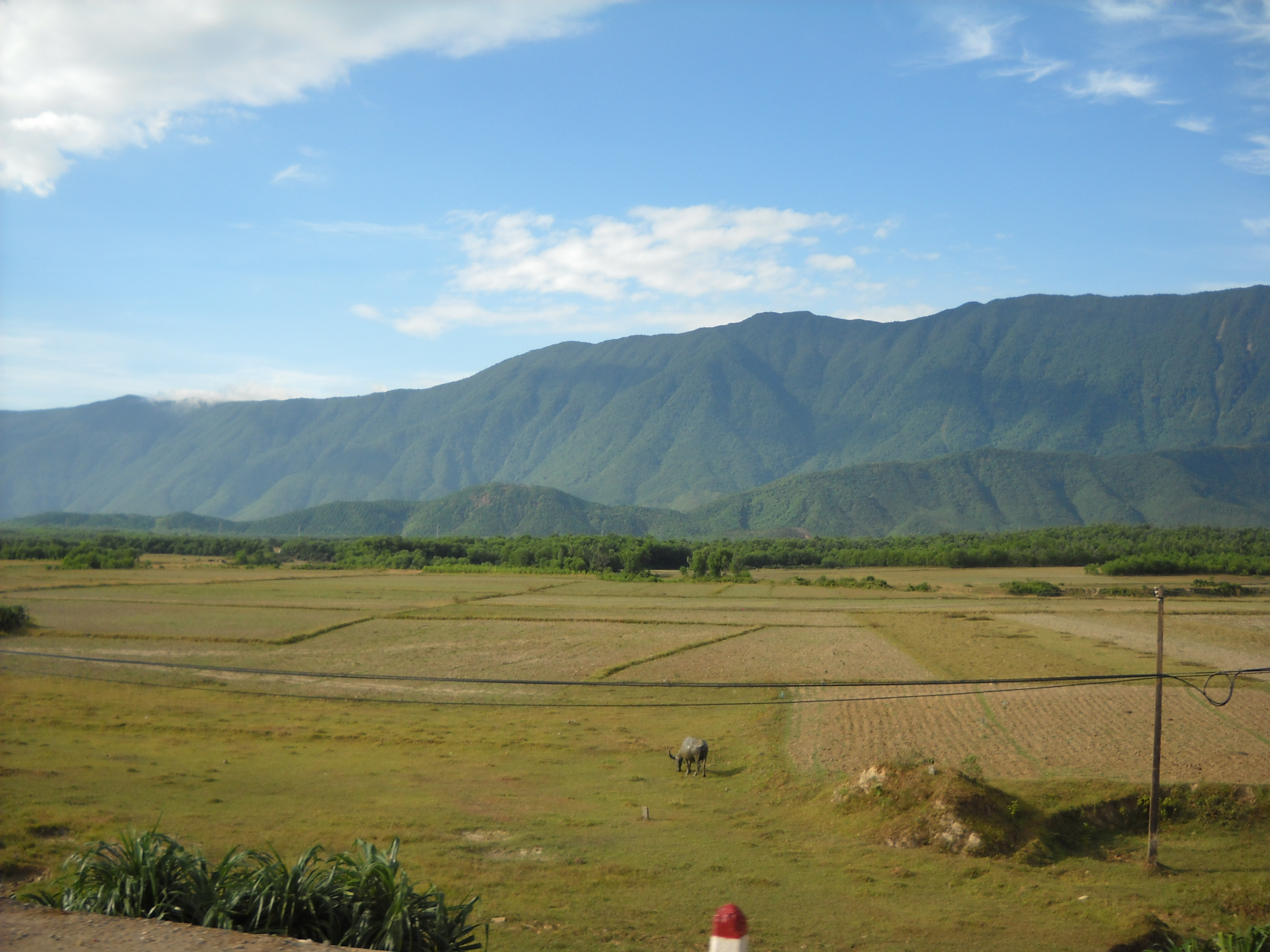
Краєвид Хатінь (на дальньому плані — хребет Hoành Sơn)

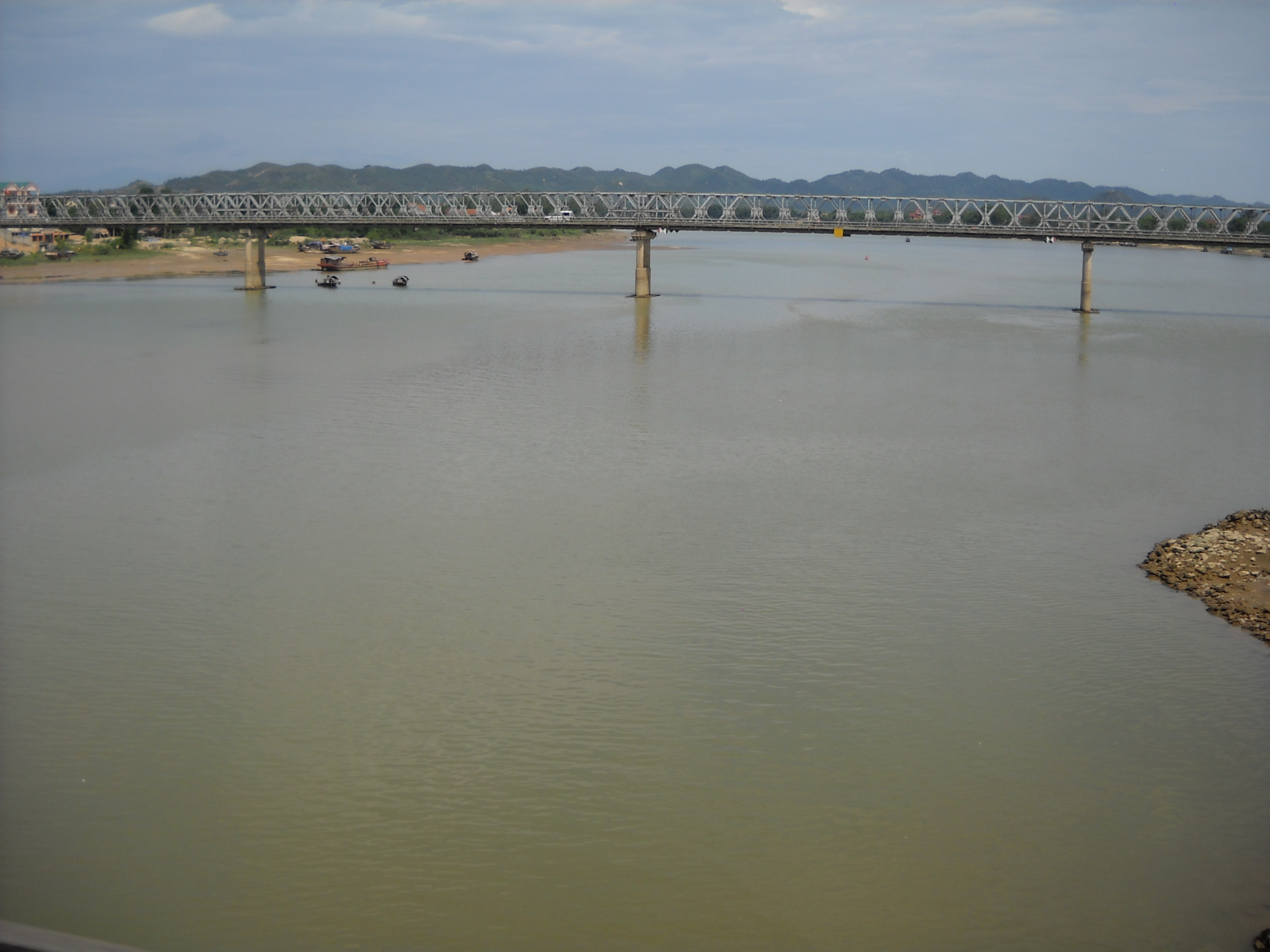
Річка Лам у Диктхо (повіт Диктхо)

Хатінь (в'єт. Hà Tĩnh) — провінція у північній частині центрального В'єтнаму. Населення 1 227 038 осіб (2009, перепис), 99,82 % (1 224 869 осіб) — етнічні в'єтнамці.

## Положення та клімат
На півночі провінція Хатінь межує з провінцією Нгеан, на півдні — провінцією Куангбінь, на заході — з Лаосом. Зі сходу омивається Південно-Китайським морем. Площа — 6026 км².
Середня річна температура 24 °C. Дощовий сезон триває з серпня по листопад. Решту часу — сухий сезон. Клімат тропічний мусонний.

## Економіка
Хатінь — одна з найбідніших провінцій країни. Однак вона має багаті запаси корисних копалин. Мінеральні ресурси провінції — це залізна руда (родовище Thach Khe, 544 млн тонн), титан (5 млн тонн), золото, марганець, кам'яне вугілля, цирконій.
Через провінцію проходить залізниця, є мережа автомобільних доріг з твердим покриттям. У провінції знаходиться морський порт Вунганг (Vung Ang).
У провінції вирощується рис, каву, горіхи кеш'ю, ананаси. У морі розташовані плантації креветок, поширене морське рибальство і розведення прісноводної риби.

## Адміністративний поділ
Хатінь поділяється на такі муніципалітети та повіти:
- Місто Хатінь
- Повітовий місто Хонглінь (Hồng Lĩnh)
- Повіт Камсюен (Cẩm Xuyên)
- Повіт Канлок (Can Lộc)
- Повіт Диктхо (Đức Thọ)
- Повіт Хионгкхе (Hương Khê)
- Повіт Хионгшон (Hương Sơn)
- Повіт Кіань (Kỳ Anh)
- Повіт Локха (Lộc Hà)
- Повіт Nghi Xuân
- Повіт Thạch Hà
- Повіт Фукуан (Vũ Quang)

## Особистості
У Хатіні народився та жив в'єтнамський поет Нгуен Зу (Nguyễn Du).